# Circuito Permanente de Jerez
Circuito Permanente de Jerez – Ángel Nieto je 4 428 metrů dlouhý závodní okruh, který leží na severovýchod od města Jerez de la Frontera ve Španělsku. Vybudoval ho Alessandro Rocci.
Okruh byl otevřen 8. prosince 1985.
Od roku 1986 okruh hostil Grand Prix Španělska Formule 1. Po roce 1990 se F1 přesunulo do Barcelony na Katalánský okruh kvůli špatné poloze, která měla vliv na návštěvnost.
Od roku 1987 až do teď okruh hostí Mistrovství světa silničních motocyklů.

## Formule 1
| No. | Rok  | Jezdec             | Konstruktér | Motor    | Pneu | Čas           | Délka kola | Počet kol | Rychlost     | Datum     | Grand Prix |
| --- | ---- | ------------------ | ----------- | -------- | ---- | ------------- | ---------- | --------- | ------------ | --------- | ---------- |
| 1   | 1986 | Ayrton Senna       | Lotus       | Renault  | G    | 1:48:47,735 h | 4,218 km   | 72        | 167,486 km/h | 13. duben | Španělska  |
| 2   | 1987 | Nigel Mansell      | Williams    | Honda    | G    | 1:49:12,692 h | 4,218 km   | 72        | 166,848 km/h | 27. září  | Španělska  |
| 3   | 1988 | Alain Prost        | McLaren     | Honda    | G    | 1:48:43,851 h | 4,218 km   | 72        | 167,586 km/h | 2. říjen  | Španělska  |
| 4   | 1989 | Ayrton Senna       | McLaren     | Honda    | G    | 1:47:48,264 h | 4,218 km   | 73        | 171,374 km/h | 1. říjen  | Španělska  |
| 5   | 1990 | Alain Prost        | Ferrari     | Ferrari  | G    | 1:48:01,461 h | 4,218 km   | 73        | 171,025 km/h | 30. září  | Španělska  |
|     |      |                    |             |          |      |               |            |           |              |           |            |
| 6   | 1994 | Michael Schumacher | Benetton    | Ford     | G    | 1:40:26,689 h | 4,428 km   | 69        | 182,507 km/h | 16. říjen | Evropy     |
|     |      |                    |             |          |      |               |            |           |              |           | Evropy     |
| 7   | 1997 | Mika Häkkinen      | McLaren     | Mercedes | G    | 1:38:57,772 h | 4,428 km   | 69        | 185,240 km/h | 26. říjen | Evropy     |

## Vítězové Grand Prix silničních motocyklů - Španělsko
| Rok  | Trať  | Moto 3             | Moto2                 | MotoGP             | Report |
| ---- | ----- | ------------------ | --------------------- | ------------------ | ------ |
| 2025 | Jerez | Jose Antonio Rueda | Manuel González       | Álex Márquez       | Report |
| 2024 | Jerez | Collin Veijer      | Fermín Aldeguer       | Francesco Bagnaia  | Report |
| 2023 | Jerez | Iván Ortolá        | Sam Lowes             | Francesco Bagnaia  | Report |
| 2022 | Jerez | Izan Guevara       | Ai Ogura              | Francesco Bagnaia  | Report |
| 2021 | Jerez | Izan Guevara       | Fabio Di Giannantonio | Jack Miller        | Report |
| 2020 | Jerez | Albert Arenas      | Luca Marini           | Fabio Quartararo   | Report |
| 2019 | Jerez | Niccolò Antonelli  | Lorenzo Baldassarri   | Marc Márquez       | Report |
| 2018 | Jerez | Philipp Öttl       | Lorenzo Baldassarri   | Marc Márquez       | Report |
| 2017 | Jerez | Aron Canet         | Álex Márquez          | Dani Pedrosa       | Report |
| 2016 | Jerez | Brad Binder        | Sam Lowes             | Valentino Rossi    | Report |
| 2015 | Jerez | Danny Kent         | Jonas Folger          | Jorge Lorenzo      | Report |
| 2014 | Jerez | Romano Fenati      | Mika Kallio           | Marc Márquez       | Report |
| 2013 | Jerez | Maverick Viñales   | Esteve Rabat          | Dani Pedrosa       | Report |
| 2012 | Jerez | Romano Fenati      | Pol Espargaró         | Casey Stoner       | Report |
| Rok  | Trať  | 125 cc             | Moto2                 | MotoGP             | Report |
| 2011 | Jerez | Nicolás Terol      | Andrea Iannone        | Jorge Lorenzo      | Report |
| 2010 | Jerez | Pol Espargaró      | Toni Elias            | Jorge Lorenzo      | Report |
| Rok  | Trať  | 125 cc             | 250 cc                | MotoGP             | Report |
| 2009 | Jerez | Bradley Smith      | Hiroši Aojama         | Valentino Rossi    | Report |
| 2008 | Jerez | Simone Corsi       | Mika Kallio           | Dani Pedrosa       | Report |
| 2007 | Jerez | Gábor Talmácsi     | Jorge Lorenzo         | Valentino Rossi    | Report |
| 2006 | Jerez | Alvaro Bautista    | Jorge Lorenzo         | Loris Capirossi    | Report |
| 2005 | Jerez | Marco Simoncelli   | Dani Pedrosa          | Valentino Rossi    | Report |
| 2004 | Jerez | Marco Simoncelli   | Roberto Rolfo         | Sete Gibernau      | Report |
| 2003 | Jerez | Lucio Cecchinello  | Toni Elías            | Valentino Rossi    | Report |
| 2002 | Jerez | Lucio Cecchinello  | Fonsi Nieto           | Valentino Rossi    | Report |
| 2001 | Jerez | Masao Azuma        | Daidžiro Kato         | Valentino Rossi    | Report |
| 2000 | Jerez | Emilio Alzamora    | Ralf Waldmann         | Kenny Roberts, Jr. | Report |
| 1999 | Jerez | Masao Azuma        | Valentino Rossi       | Àlex Crivillé      | Report |
| 1998 | Jerez | Kazuto Sakata      | Loris Capirossi       | Àlex Crivillé      | Report |
| 1997 | Jerez | Valentino Rossi    | Ralf Waldmann         | Àlex Crivillé      | Report |
| 1996 | Jerez | Haručika Aoki      | Max Biaggi            | Michael Doohan     | Report |
| 1995 | Jerez | Haručika Aoki      | Tecuja Harada         | Alberto Puig       | Report |
| 1994 | Jerez | Kazuto Sakata      | Jean-Philippe Ruggia  | Michael Doohan     | Report |
| 1993 | Jerez | Kazuto Sakata      | Tecuja Harada         | Kevin Schwantz     | Report |
| 1992 | Jerez | Ralf Waldmann      | Loris Reggiani        | Michael Doohan     | Report |
| 1991 | Jerez | Noboru Ueda        | Helmut Bradl          | Michael Doohan     | Report |
| 1990 | Jerez | Jorge Martínez     | John Kocinski         | Wayne Gardner      | Report |